# Niederndodeleben
Niederndodeleben is een plaats en voormalige gemeente in de Duitse deelstaat Saksen-Anhalt, en maakt deel uit van de Landkreis Börde.
Niederndodeleben telt 4.231 inwoners.